# Staffel (Gemeinde Pennewang)
Staffel ist eine Ortschaft und unter dem Namen Staffl eine Katastralgemeinde der Gemeinde Pennewang im oberösterreichischen Bezirk Wels-Land.
Staffel liegt im Hausruckviertel auf 448 m Seehöhe. Staffel befindet sich 18 Kilometer westlich der Stadt Wels und 2 Kilometer südwestlich von Pennewang. Die Katastralgemeinde setzt sich aus dem südwestlichen Teil der Gemeinde zusammen und umfasst eine Fläche von 4,1 km². Die Ausdehnung von Nord nach Süd beträgt 3,0 km und von Ost nach West 2,5 km.
Die Ortschaft Staffel hat 66 Einwohner (Stand 2001). Zur Katastralgemeinde Staffl gehören außerdem die Ortschaften Nölling (18 Einwohner), Kohlgrub (13 Einwohner), Pühret (36 Einwohner), Stürzling (7 Einwohner) und Weißbach (25 Einwohner).